# Elisabethpflege

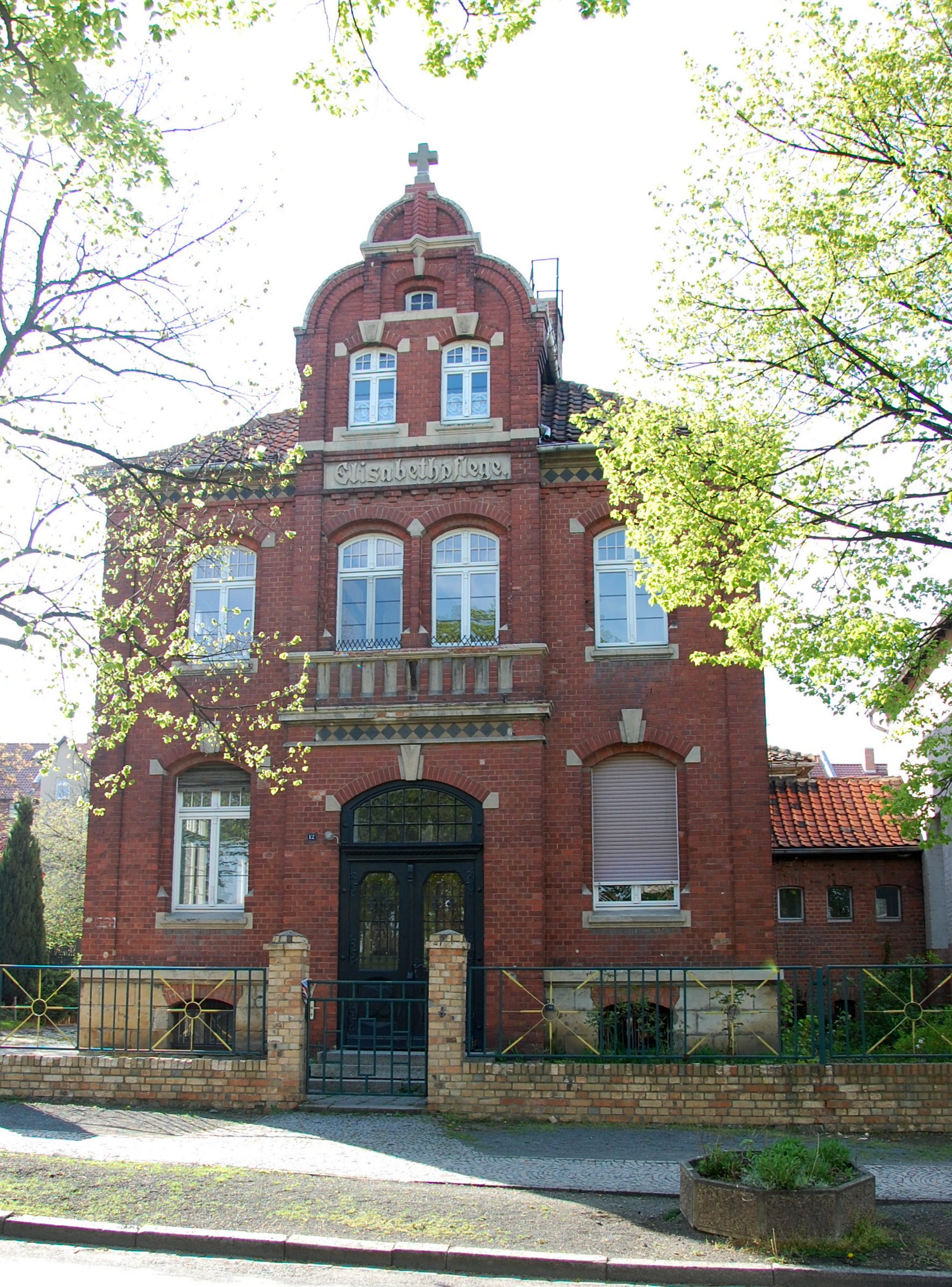
Elisabethpflege

Die Elisabethpflege ist ein denkmalgeschütztes Gebäude in Quedlinburg in Sachsen-Anhalt. 

## Lage
Es ist im Quedlinburger Denkmalverzeichnis als Hospital eingetragen und befindet sich westlich der historischen Quedlinburger Altstadt auf der Westseite der Wallstraße an der Adresse Wallstraße 12.

## Architektur und Geschichte
Das zweigeschossige, in massiver Bauweise aus Ziegeln errichtete Gebäude entstand im Jahr 1899. Zur Straße hin wird die Fassade von einem Mittelrisalit geprägt, über den sich ein geschweifter Ziergiebel erhebt. An der Fassade befindet sich der Schriftzug Elisabethpflege. Die Fensteröffnungen sind als Segmentbögen gestaltet. Das Traufgesims ist als Ziegelfries gestaltet.
An der Rückseite des Hauses ist ein Saalanbau angefügt.
Das Gebäude wurde 2016 durch das Architekturbüro qbatur saniert und wird als privates Wohnhaus genutzt.